# 朝鮮顯宗
朝鮮顯宗（：／ Joseon Hyeonjong；1641年3月14日—1674年9月17日）是朝鲜王朝的第18代君主，1659年至1674年在位。姓李，諱棩（：／ Yi Yeon），字景直。初名李遠。孝宗李淏與仁宣王后張氏的嫡長子。

## 生平
朝鮮仁祖十九年二月四日，鳳林大君李淏之妻豐安府夫人張氏於瀋陽質館生下長子李棩。隨著昭顯世子的死亡，李淏被仁祖冊立為世子，李棩亦被封為世孫。
仁祖死後，李淏繼位，即孝宗，並封李棩為世子。孝宗二年（1651年），世子李棩與大臣金佑明之女行嘉禮。孝宗死後，李棩於昌德宮仁政殿即位。顯宗十五年八月十八日昇遐於昌德宮齋廬，葬於杨州崇陵。上諡號純文肅武敬仁彰孝大王（清朝賜諡莊恪），廟號為顯宗。英祖四十八年，加上尊號昭休衍慶敦德綏成。

## 與東寧鄭氏關係
朝鮮顯宗对待清朝并不像其父亲孝宗那般敌视，也与其子孙崇明反清思想不同。1667年农历五月初十日，台湾鄭氏王朝4艘货船从台湾起程，前往日本贸易，並请求日本出兵協助明鄭攻打大清帝國。途中遇风，1艘货船于五月二十三日漂到朝鲜，二十五日在济州岛大静县猊来里浦浦口东边歧头处，被当地政府发现。船上95人，自称明朝官商，引起朝鲜兴趣，随即他们被带往汉城。如何处置该船及人员在朝廷上引发争执，很多朝鲜士大夫听说“明朝还存在”，异常激动。但由于怕得罪清朝，朝鲜显宗最终还是力排众议，决定把他们送交清朝。结果清朝将95人全部杀害。此后朝鲜对台湾明鄭漂来船舶改变办法，不准其登陆，就地遣返，以避免再次发生此类悲剧。132年后，朝鲜正祖专门设祭坛，哀悼95人。

## 家庭

### 王后
| 稱號         | 生卒年         | 本貫 | 父母                                | 備註                 |
| ------------ | -------------- | ---- | ----------------------------------- | -------------------- |
| 明聖王后金氏 | 1642年－1683年 | 清風 | 清風府院君金佑明 德恩府夫人恩津宋氏 | 又稱「顯烈王大妃」。 |

### 子女
| 稱號     | 名   | 生卒年         | 生母     | 配偶                                               | 備註                                                 |
| -------- | ---- | -------------- | -------- | -------------------------------------------------- | ---------------------------------------------------- |
| 公主     |      | 1658年         | 明聖王后 | 無                                                 | 早卒，無封號。                                       |
| 明善公主 |      | 1659年－1673年 | 明聖王后 | 無                                                 | 顯宗十四年八月初二日逝世。                           |
| 肅宗大王 | 焞   | 1661年－1720年 | 明聖王后 | 仁敬王后光山金氏 仁顯王后驪興閔氏 仁元王后慶州金氏 | 朝鮮第19代君主。                                     |
| 明惠公主 |      | 1662年－1673年 | 明聖王后 | 無                                                 | 顯宗三年十二月四日誕生，顯宗十四年四月二十七日逝世。 |
| 明安公主 | 溫姬 | 1665年－1687年 | 明聖王后 | 海昌尉吳泰周                                       |                                                      |

## 附註
1. 1 2  .   [2014-08-18]. （原始内容存档于2021-04-10）.
2. 1 2  .   [2014-08-18]. （原始内容存档于2021-04-10）.
3. ↑  孙卫国 从丁未漂流人事件看朝鲜王朝之尊明貶清文化心态
4. ↑  《承政院日記》孝宗9年（1658年）4月28日「藥房都提調左議政臣元斗杓，提調判尹臣尹絳，副提調行都承旨臣趙啓遠啓曰，世子嬪解娩平安，不勝喜幸之至。……」
5. ↑  《承政院日記》孝宗9年（1658年）6年3日「政院啓曰，郡主阿只氏喪事，禮曹郞廳及歸厚署官員，依例治喪事，分付之意, 敢啓。傳曰，自內爲之矣，勿爲分付。」
6. ↑  《承政院日記》顯宗即位年（1659年）11月15日「大妃殿，藥房都提調臣鄭太和口傳啓曰，今此中外想望之際，中宮殿誕生公主，臣民之缺然，有不可言，而閭閻間産婦，或有以男女之輕重，致傷心慮，仍成疾病者，侍側宮人，今若以缺望之意，有所煩說，則不無仍此致傷之患。伏願嚴飭侍側之人，毋露缺然之色，每陳寬譬之言，以爲保護之地，不勝幸甚。答曰，啓辭知道。豈無缺然之心哉？恐有如此之患，故每爲寬慰矣。」
7. ↑  雪峯遺稿卷之二十一·城南錄·明善公主挽
8. ↑  《胎峯謄錄》庚戌正月十六日……觀象監官員，以領事提調意啓曰，次知內官，招致地官韓必雄分付內，壬寅年十二月初四日丑時生明惠公主阿只氏藏胎事，傳敎矣。……
9. ↑  顯宗御筆[永久]